# Jo, Tonya
Jo, Tonya (títol original en anglès: I, Tonya) és una pel·lícula biogràfica estatunidenca dirigida per Craig Gillespie, estrenada el 2017. Ha estat doblada al català.

## Argument
Tonya Harding és una patinadora artística, famosa per ser la primera dona estatunidenca en haver fet un triplet en competició. Poc abans els Jocs olímpics d'hivern de 1994 a Lillehammer, va ser sospitosa d'haver planificat i posat en marxa l'execució, amb el seu marit i el seu entrenador, l'agressió de la seva rival Nancy Kerrigan. Un fet escandalós pel que va ser exclosa de la federació americana del patinatge i va posar fi a la seva carrera de patinadora.

## Repartiment
- Margot Robbie: Tonya Harding
- Sebastian Stan: Jeff Gilooly
- Allison Janney: LaVona Harding

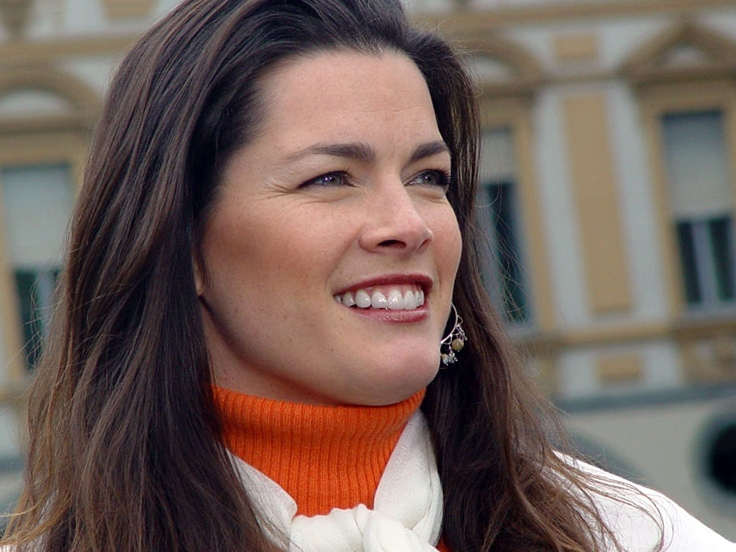
Nancy Kerrigan

- Paul Walter Hauser: Shawn Eckhardt
- Julianne Nicholson: Diane Rawlinson
- Caitlin Carver: Nancy Kerrigan
- Bojana Novakovic: Dody Teachman
- Bobby Cannavale: Un productor
- Jason Davis: Al Harding
- Mckenna Grace: Tonya Harding, de jove

## Premis[calcitació]
- Globus d'Or del 2018: Globus d'Or a la millor actriu secundària per a Allison Janney
- Nominada a l'Oscar a la millor actriu (Robbie), actriu secundària (Janney) i  muntatge
- Festival de Toronto: 1a finalista millor pel·lícula
- Premis BAFTA: 5 nominacions, incloent millor actriu (Margot Robbie)
- Premis Independent Spirit: Nominacions a millor actriu (Robbie), actriu secundària i muntatge
- Premis Gotham: Nominada a millor pel·lícula, actriu (Robbie) i premi del públic
- Critics Choice Awards: millor actriu - comèdia (Robbie) i actriu secundària (Janney)
- Satellite Awards: Nominada a millor pel·lícula, actriu (Robbie) i actriu secundària (Janney)

## Crítica
- Gillespie opta per crear un biopic manifestament mític i corrosiu...i que fa gala d'un humor antisentimental que ajuda a fer tolerables detalls tan espinosos com ara la violència domèstica que els personatges es dispensen quotidianament[4]
- "Una d'aquestes pel·lícules que dignifica i eleva el cinema basat en fets reals. (...) no deixa de sorprendre a l'audiència amb una sèrie de decisions brillants i arriscades. (...) extraordinari treball dels seus protagonistes (...) Imprescindible."  [5]
- "Margot Robbie fa una interpretació exquisida (...) És molt entretinguda, amb una trama que fa zigazagues (però només perquè se cenyeix, dins del raonable, als fets)"[6]
- "Una visió fresca, divertida i estranyament emotiva d'una antiga història sensacionalista (...) Gillespie dirigeix com si s'inspirés en 'Goodfellas'. La seva càmera mai descansa, anant d'un costat a un altre"[7]
- "És una cosa completament estranya i original, i és una pel·lícula de la qual la gent parlarà (...) [Un] treball sorprenent de Robbie, el millor de la seva carrera fins avui"[8]